# Luan Bellinga
Luan Daniel Junior Bellinga (Zwolle, 9 augustus 2012) is een Nederlandstalige youtuber, acteur en zanger.

## Video's
De ouders van Luan Bellinga hebben sinds 2013 een populair YouTube-kanaal genaamd De Bellinga's. Sinds 15 juni 2016 heeft Bellinga onder beheer van zijn ouders zijn eigen kanaal, waar hij vlogs maakt over allerlei momenten uit zijn dagelijkse leven. Sommige van zijn video's hebben miljoenen weergaven.
Naast zijn vlogs speelde Bellinga in 2020 ook een hoofdrol in de Nederlandse familiefilm De Club van Sinterklaas & het Grote Pietenfeest. Tevens zong hij voor deze film de titelsong. In 2021 speelde hij weer in een sinterklaasfilm, dit keer De Club van Sinterklaas & het Vergeten Pietje. Daarin zong hij wederom de titelsong. In 2022 speelde hij samen met zijn ouders, broer en zussen in hun eigen film De Bellinga's: Huis op stelten. En in 2023 weer samen met zijn ouders, broer en zussen in hun tweede eigen film De Bellinga's: Vakantie op stelten.
Op 29 mei 2018 boog de Reclame Code Commissie zich naar aanleiding van een klacht over een vlog waarin de toen 5-jarige Luan Bellinga tien soorten snoepgoed nuttigde en beoordeelde. De klacht werd afgewezen omdat de 'snoeptest' als onafhankelijk van commerciële partijen bevonden werd, en de besproken producten ook niet door de vlogger zelf op de markt werden gebracht.

## Muziek
Luan Bellinga heeft verschillende nummers uitgebracht:
| - 2019: Duimpje omhoog - 2019: Kadootjes van Sint (met Coole Piet) - 2020: Cowboy - 2020: Paniek Op Het Kasteel (met Coole Piet) | - 2021: Herrie - 2021: Het Vergeten Pietje (met Coole Piet en Danspiet) - 2022: Dansen - 2023: Zwaartekracht - 2024: Beetje Gek |